# SLY (RIP SLYMEの曲)
「SLY」（スライ）は、RIP SLYMEの楽曲で、メジャー20枚目のシングル。2013年11月13日発売。前作「ジャングルフィーバー」から約4か月でのリリースとなる。
「SLY」は、「ずるい」、「ずるがしこい」という意味。ジャケットは、「ずるがしこい＝きつね」ということから、きつねの格好をした女性となっている。また本楽曲は堺雅人主演のフジテレビ系ドラマ『リーガルハイ』の主題歌となっており、ドラマ主題歌を手掛けるのは2010年発売のベストアルバム『GOOD TIMES』に収録されている「SCAR」（同じく堺主演の『ジョーカー 許されざる捜査官』主題歌）以来となる。

## 収録曲
1. SLY (4:17)
作詞:RYO-Z, ILMARI, PES, SU　作曲:DJ FUMIYA ストリングス&フルート編曲:河野伸
  - OKAMOTO'Sのハマ・オカモトがベースとして参加。
2. PRISM (4:48)
作詞:RYO-Z, PES　作曲:PES and DJ FUMIYA